# San Martín 1
San Martín 1 é um município da Argentina, localizada na província de Formosa.